# Alain Raguel
Alain Raguel (Lille, Franciaország, 1976. szeptember 6. –)  francia labdarúgó.